# 二叶玉凤花
二叶玉凤花（学名：Habenaria diphylla）为兰科玉凤花属下的一个种。

## 扩展阅读
- 維基物種上的相關：二叶玉凤花